# 中華民國海軍大氣海洋局
海軍大氣海洋局（英語：Naval Meteorological and Oceanographic Office），簡稱大海局，為中華民國國防部海軍司令部直屬單位，2005年1月1日整編成立。前身為1922年設立的海道測量局，成立於上海吳淞。

## 沿革
- 1922年4月21日，「海道測量局」成立於上海吳淞海軍學校舊址。
- 1926年，海道測量局遷址上海楓林橋。
- 1929年8月2日，海道測量局遷入上海新西路新廈。
- 1937年12月，海道測量局奉令停止業務，所有人員或調軍職、或遣散，測量艦艇納入戰鬥序列。
- 1945年，海道測量局復局於上海楓林橋。
- 1949年5月，海道測量局遷澎湖馬公。
- 1949年12月1日，「海軍氣象總台」成立於高雄左營。
- 1950年1月，海道測量局遷台北圓山。
- 1950年7月1日，海軍氣象總台整編為「海軍氣象台」。
- 1954年9月，海道測量局遷高雄左營，各課改編為組，另增置「指導官」。
- 1960年10月16日，海軍氣象台擴編為「海軍氣象中心」。
- 1969年，海道測量局撤銷「潮汐組」、「推算組」，成立「圖庫」。
- 1970年，海道測量局圖庫改隸「製圖組」。
- 1971年10月1日，海道測量局與海軍氣象中心併編成立「海軍測量氣象局」，海軍氣象中心為海軍測量氣象局下屬單位。
- 1974年6月1日，海軍氣象中心改隸海軍總司令部情報署，海軍測量氣象局改名為「海軍海洋測量局」。
- 1990年3月1日，海軍氣象中心遷台北縣八里鄉原國防部軍事情報局龍形營區，海軍氣象中心「台北氣象台」遷海軍左營基地鎮海營區並改名為「左營氣象台」。
- 1999年4月20日，海軍氣象中心「花蓮氣象台」裁撤。
- 2001年9月1日，海軍氣象中心設「海象預報科」、「數值資料科」及「測政科」，下轄「左營氣象台」、「馬公氣象台」、「蘇澳氣象台」、「東沙氣象台」及「南沙氣象台」。
- 2005年1月1日，海軍海洋測量局與海軍氣象中心併編成立「海軍大氣海洋局」。

## 組織
海軍大氣海洋局

- 局長：一位，上校
- 副局長：一位，上校
- 政戰處長：一位，中校[1]

## 外部連結
- 海軍大氣海洋局 （页面存档备份，存于）